# Flaminio Vacca
Pour les articles homonymes, voir Vacca.
Flaminio Vacca né Vacchi (Caravaggio, 1538 – Rome, 26 octobre 1605) est un sculpteur italien de la Renaissance, rénovateur de l'antique.

## Biographie
On doit à Flaminio Vacca des sculptures majeures dans la chapelle Sixtine, sur la place Navona, à la Basilica di Santa Maria Maggiore, et à la Chiesa Nuova toujours à Rome.
Également l'un des lions de la Loggia dei Lanzi de la place de la Seigneurie à Florence est de sa main, faisant pendant à un lion antique de l'époque romaine.
Son Memorie di varie antichità trovate in diversi luogia della Città di Roma (publié à Rome en 1594, puis publié à nouveau comme supplément de l'ouvrage Roma Antica de Famiano Nardini en 1666, et réimprimé en 1790 par Carlo Fea) est une source de première main sur la découverte de sculptures et d'antiquités romaines vers la fin du XVIe siècle. L'auteur s'attarde aussi à décrire la destruction d'antiquités, notamment par le programme d'urbanisation du pape Sixte V.